# 欧布里沃
欧布里沃（法語：Aubrives，法語發音：[obʁiv]）是法国大東部大區阿登省的一个市镇，属于沙勒维尔-梅济耶尔区。

## 地理
欧布里沃（50°6'13"N, 4°45'43"E）面积10.73 平方千米，位于法国大東部大區阿登省，该省份为法国北部内陆省份，西接埃纳省，南至马恩省，东临默兹省，北与比利时接壤。
与欧布里沃接壤的市镇（或旧市镇、城区）包括：富瓦什、默兹河畔阿姆、阿尔尼、耶尔日、维勒瓦勒朗。
欧布里沃的时区为UTC+01:00、UTC+02:00（夏令时）。

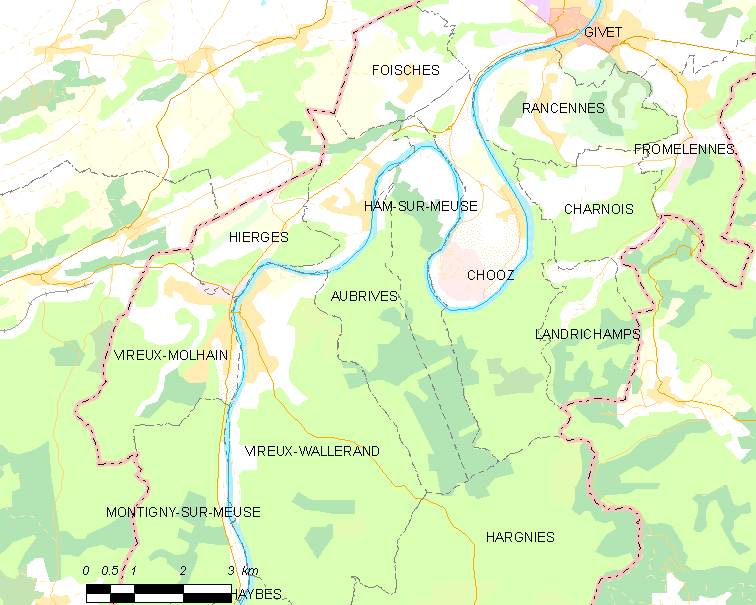
欧布里沃的OSM定位图

## 行政
欧布里沃的邮政编码为08320，INSEE市镇编码为08028。

## 政治
欧布里沃所属的省级选区为日韦县。

## 人口

1962-2008年间欧布里沃人口变化图示

欧布里沃于2022年1月1日时的人口数量为984人。